# Sportverein Meppen 1912 2022-2023
Questa voce raccoglie le informazioni riguardanti lo Sportverein Meppen 1912 nelle competizioni ufficiali della stagione 2022-2023.

## Stagione
Nella stagione 2022-2023 il Meppen, allenato da Stefan Krämer e Ernst Middendorp, concluse il campionato di 3. Liga al 17º posto e fu retrocesso in Regionalliga.

## Rosa
| N. |                               | Ruolo | Calciatore        |
| -- | ----------------------------- | ----- | ----------------- |
| 1  | Germania (bandiera)           | P     | Matthis Harsman   |
| 2  | Brasile (bandiera)            | D     | Bruno Soares      |
| 4  | Germania (bandiera)           | D     | Yannick Osée      |
| 5  | Germania (bandiera)           | D     | Jonas Fedl        |
| 6  | Germania (bandiera)           | C     | Ole Käuper        |
| 7  | Polonia (bandiera)            | C     | Marcus Piossek    |
| 8  | Germania (bandiera)           | D     | Max Dombrowka     |
| 9  | Germania (bandiera)           | A     | Marcos Álvarez    |
| 10 | Germania (bandiera)           | C     | Luka Tankulić     |
| 11 | Germania (bandiera)           | A     | Morgan Faßbender  |
| 13 | Germania (bandiera)           | A     | Marvin Pourié     |
| 14 | Germania (bandiera)           | C     | Willi Evseev      |
| 15 | Germania (bandiera)           | D     | Markus Ballmert   |
| 17 | Germania (bandiera)           | A     | Christoph Hemlein |
| 18 | Germania (bandiera)           | C     | David Vogt        |
| 19 | Germania (bandiera)           | A     | Samuel Abifade    |
| 20 | Germania (bandiera)           | A     | Marius Kleinsorge |
| 21 | Macedonia del Nord (bandiera) | A     | Beyhan Ametov     |

| N. |                           | Ruolo | Calciatore         |
| -- | ------------------------- | ----- | ------------------ |
| 22 | Germania (bandiera)       | D     | Steffen Puttkammer |
| 23 | Polonia (bandiera)        | C     | David Blacha       |
| 24 | Germania (bandiera)       | A     | Johannes Manske    |
| 25 | Germania (bandiera)       | A     | Paul Manske        |
| 27 | Italia (bandiera)         | D     | Lukas Mazagg       |
| 28 | Germania (bandiera)       | D     | Sascha Risch       |
| 29 | Germania (bandiera)       | P     | Jonas Kersken      |
| 29 | Germania (bandiera)       | A     | Joe Klöpper        |
| 30 | Montenegro (bandiera)     | C     | Mirnes Pepić       |
| 31 | Germania (bandiera)       | C     | Luca Prasse        |
| 32 | Germania (bandiera)       | P     | Erik Domaschke     |
| 33 | Germania (bandiera)       | D     | Tobias Kraulich    |
| 34 | Costa d'Avorio (bandiera) | C     | Junior Koné        |
| 36 | Germania (bandiera)       | C     | Lukas Eixler       |
| 38 | Germania (bandiera)       | C     | Daniel Benke       |
| 39 | Germania (bandiera)       | A     | Marek Janssen      |
| 44 | Germania (bandiera)       | P     | Julius Pünt        |

## Organigramma societario
Area tecnica
- Allenatore: Ernst Middendorp
- Allenatore in seconda:
- Preparatore dei portieri: André Poggenborg
- Preparatori atletici: Daniel Vehring

## Calciomercato

### Sessione estiva
| Acquisti | Acquisti          | Acquisti               | Acquisti |
| R.       | Nome              | da                     | Modalità |
| -------- | ----------------- | ---------------------- | -------- |
| D        | Tobias Kraulich   | Kickers Würzburg       |          |
| C        | Mirnes Pepić      | Kickers Würzburg       |          |
| A        | Marius Kleinsorge | Kaiserslautern         |          |
| A        | Samuel Abifade    | Lubecca                |          |
| P        | Jonas Kersken     | Borussia M'gladbach II |          |
| A        | Johannes Manske   | Altglienicke           |          |
| A        | Paul Manske       | Altglienicke           |          |
| D        | Lukas Mazagg      | Wacker Burghausen      |          |
| A        | Marvin Pourié     | Kickers Würzburg       |          |
| D        | Sascha Risch      | Friburgo II            |          |
| C        | David Vogt        | Germania Halberstadt   |          |

| Cessioni | Cessioni            | Cessioni          | Cessioni |
| R.       | Nome                | a                 | Modalità |
| -------- | ------------------- | ----------------- | -------- |
| C        | Tobias Dombrowa     | Lokomotive Lipsia |          |
| D        | Moritz Hinnenkamp   | Wattenscheid 09   |          |
| C        | Florian Egerer      | Lubecca           |          |
| D        | Jeron Al-Hazaimeh   | Wuppertal         |          |
| D        | Lars Bünning        | Kaiserslautern    |          |
| A        | René Guder          | Weiche Flensburgo |          |
| D        | Janik Jesgarzewski  | Teutonia Ottensen |          |
| A        | Lukas Krüger        | Zwickau           |          |
| A        | Richard Sukuta-Pasu | Vejle             |          |

### Sessione invernale
| Acquisti | Acquisti       | Acquisti        | Acquisti |
| R.       | Nome           | da              | Modalità |
| -------- | -------------- | --------------- | -------- |
| A        | Marcos Álvarez | KS Cracovia     |          |
| D        | Bruno Soares   | HK Kópavogur    |          |
| A        | Marek Janssen  | Blau-Weiß Lohne |          |

| Cessioni | Cessioni        | Cessioni          | Cessioni |
| R.       | Nome            | a                 | Modalità |
| -------- | --------------- | ----------------- | -------- |
| A        | Mike Feigenspan | Kickers Offenbach |          |
| D        | Leon Kugland    | Kickers Emden     |          |

## Risultati

### 3. Liga

#### Girone di andata
| Arbitro: | Schultes |

|            |           |             |
| Starke 71’ | Marcatori | 17’ Hemlein |

| Arbitro: | Schwengers |

|                      |           |  |
| Pourié 75’, 81’, 90’ | Marcatori |  |

| Arbitro: | Brand |

|                                             |           |  |
| Kobylański 29’ Lakenmacher 63’, 66’ Lex 81’ | Marcatori |  |

| Arbitro: | Weisbach |

|                                                           |           |                            |
| Abifade 23’, 38’, 61’ Käuper 45’ Risch 90’ Kleinsorge 90’ | Marcatori | 1’ Martinovic 84’ Ekincier |

| Arbitro: | Haslberger |

|  |           |                                                   |
|  | Marcatori | 35’ (aut.) Fedl 65’ Müller 68’ (rig.) Stoppelkamp |

| Arbitro: | Fuchs |

|                  |           |            |
| Zimmerschied 35’ | Marcatori | 82’ Pourié |

| Meppen 4 settembre 2022, ore 13:00 CEST 7ª giornata | Meppen     | 0 – 0 referto | Elversberg | Hänsch-Arena (6 471 spett.)\| Arbitro: \| Gansloweit \| |
| Arbitro:                                            | Gansloweit |               |            |                                                         |

| Arbitro: | Ballweg |

|                        |           |                   |
| Grodowski 27’ Wosz 87’ | Marcatori | 8’, 31’ Faßbender |

| Arbitro: | Greif |

|                             |           |                           |
| Risch 29’ Pourié 61’ (rig.) | Marcatori | 56’ Koronkiewicz 90’ Hong |

| Arbitro: | Sather |

|                                      |           |  |
| Baumgart 31’ Nəzərov 45’ Nkansah 49’ | Marcatori |  |

| Arbitro: | Winter |

|  |           |                  |
|  | Marcatori | 46’ Nollenberger |

| Arbitro: | Hildenbrand |

|                                            |           |            |
| Schmidt 3’ Kraulich 26’ (aut.) Hawkins 90’ | Marcatori | 30’ Pourié |

| Arbitro: | Jürgensen |

|  |           |                               |
|  | Marcatori | 54’ Bornemann 90’ Broschinski |

| Saarbrücken 29 ottobre 2022, ore 14:00 CEST 14ª giornata | Saarbrücken | 0 – 0 referto | Meppen | Ludwigsparkstadion (8 933 spett.)\| Arbitro: \| Gansloweit \| |
| Arbitro:                                                 | Gansloweit  |               |        |                                                               |

| Arbitro: | Haslberger |

|  |           |                             |
|  | Marcatori | 5’, 87’ Prtajin 11’ Iredale |

| Essen 9 novembre 2022, ore 19:00 CET 16ª giornata | Rot-Weiss Essen | 0 – 0 referto | Meppen | Stadion an der Hafenstraße (16 467 spett.)\| Arbitro: \| Kampka \| |
| Arbitro:                                          | Kampka          |               |        |                                                                    |

| Arbitro: | Winter |

|  |           |                                    |
|  | Marcatori | 42’ (rig.), 51’ Simakala 68’ Wulff |

| Arbitro: | Dankert |

|              |           |             |
| Kutschke 72’ | Marcatori | 90’ Janssen |

| Arbitro: | Gerach |

|              |           |                              |
| Ballmert 59’ | Marcatori | 10’ (rig.) Vermeij 33’ Stark |

#### Girone di ritorno
| Arbitro: | Braun |

|               |           |            |
| Dombrowka 11’ | Marcatori | 21’ Wegner |

| Arbitro: | Bacher |

|                   |           |                |
| Pourié 67’ (aut.) | Marcatori | 24’ Kleinsorge |

| Arbitro: | Eckermann |

|                         |           |         |
| Janssen 19’ Álvarez 59’ | Marcatori | 45’ Bär |

| Arbitro: | Greif |

|                                       |           |                   |
| Winkler 23’ Martinovic 31’ Wagner 90’ | Marcatori | 10’ (rig.) Pourié |

| Duisburg 25 febbraio 2023, ore 14:00 CET 24ª giornata | Duisburg   | 0 – 0 referto | Meppen | Schauinsland-Reisen-Arena (10 446 spett.)\| Arbitro: \| Gansloweit \| |
| Arbitro:                                              | Gansloweit |               |        |                                                                       |

| Arbitro: | Ballweg |

|                       |           |                                       |
| Eixler 57’ Mazagg 74’ | Marcatori | 23’ Berko 59’ Zimmerschied 90’ Gayret |

| Arbitro: | Schultes |

|                        |           |                               |
| Fellhauer 13’ Feil 43’ | Marcatori | 15’ Blacha 25’ (aut.) Kristof |

| Arbitro: | Speckner |

|            |           |                            |
| Blacha 86’ | Marcatori | 22’ Wolfram 33’, 61’ Sessa |

| Arbitro: | Hildenbrand |

|                                 |           |           |
| Meißner 44’, 82’ Sontheimer 90’ | Marcatori | 19’ Risch |

| Arbitro: | Storks |

|                                  |           |                        |
| Kraulich 8’ Pepić 78’ Pourié 87’ | Marcatori | 5’ Schreck 65’ Sijarić |

| Arbitro: | Hempel |

|                                      |           |  |
| Zejnullahu 20’, 88’ Nollenberger 48’ | Marcatori |  |

| Arbitro: | Greif |

|  |           |                                    |
|  | Marcatori | 62’ Schmidt 75’ Doumbouya 90’ Bech |

| Arbitro: | Bauer |

|             |           |  |
| Njinmah 57’ | Marcatori |  |

| Arbitro: | Ballweg |

|            |           |  |
| Pourié 90’ | Marcatori |  |

| Arbitro: | Bickel |

|             |           |                       |
| Prtajin 14’ | Marcatori | 26’ Pourié 84’ Evseev |

| Arbitro: | Bacher |

|                           |           |  |
| Kleinsorge 34’ Pourié 58’ | Marcatori |  |

| Arbitro: | Kampka |

|                            |           |                         |
| Wiemann 21’ Kleinhansl 68’ | Marcatori | 38’ Ballmert 61’ Soares |

| Arbitro: | Erbst |

|                                           |           |                   |
| Soares 69’ Risch 78’ Fedl 82’ Janssen 90’ | Marcatori | 24’ (rig.) Arslan |

| Arbitro: | Greif |

|                              |           |  |
| Rosenfelder 33’ Ontužāns 89’ | Marcatori |  |

## Statistiche

### Statistiche di squadra
| Competizione | Punti | In casa | In casa | In casa | In casa | In casa | In casa | In trasferta | In trasferta | In trasferta | In trasferta | In trasferta | In trasferta | Totale | Totale | Totale | Totale | Totale | Totale | DR  |
| Competizione | Punti | G       | V       | N       | P       | Gf      | Gs      | G            | V            | N            | P            | Gf           | Gs           | G      | V      | N      | P      | Gf     | Gs     | DR  |
| ------------ | ----- | ------- | ------- | ------- | ------- | ------- | ------- | ------------ | ------------ | ------------ | ------------ | ------------ | ------------ | ------ | ------ | ------ | ------ | ------ | ------ | --- |
| 3. Liga      | 37    | 19      | 7       | 3       | 9       | 28      | 32      | 19           | 1            | 10           | 8            | 15           | 33           | 38     | 8      | 13     | 17     | 43     | 65     | -22 |
| Totale       | 37    | 19      | 7       | 3       | 9       | 28      | 32      | 19           | 1            | 10           | 8            | 15           | 33           | 38     | 8      | 13     | 17     | 43     | 65     | -22 |

### Andamento in campionato
| Giornata  | 1 | 2 | 3  | 4 | 5  | 6  | 7  | 8  | 9  | 10 | 11 | 12 | 13 | 14 | 15 | 16 | 17 | 18 | 19 | 20 | 21 | 22 | 23 | 24 | 25 | 26 | 27 | 28 | 29 | 30 | 31 | 32 | 33 | 34 | 35 | 36 | 37 | 38 |
| --------- | - | - | -- | - | -- | -- | -- | -- | -- | -- | -- | -- | -- | -- | -- | -- | -- | -- | -- | -- | -- | -- | -- | -- | -- | -- | -- | -- | -- | -- | -- | -- | -- | -- | -- | -- | -- | -- |
| Luogo     | T | C | T  | C | C  | T  | C  | T  | C  | T  | C  | T  | C  | T  | C  | T  | C  | T  | C  | C  | T  | C  | T  | T  | C  | T  | C  | T  | C  | T  | C  | T  | C  | T  | C  | T  | C  | T  |
| Risultato | N | V | P  | V | P  | N  | N  | N  | N  | P  | P  | P  | P  | N  | P  | N  | P  | N  | P  | N  | N  | V  | P  | N  | P  | N  | P  | P  | V  | P  | P  | P  | V  | V  | V  | N  | V  | P  |
| Posizione | 8 | 4 | 12 | 7 | 10 | 11 | 11 | 12 | 11 | 13 | 15 | 16 | 17 | 17 | 19 | 18 | 19 | 20 | 20 | 20 | 20 | 18 | 20 | 19 | 20 | 19 | 20 | 20 | 20 | 20 | 20 | 20 | 20 | 19 | 17 | 18 | 17 | 17 |

Legenda:

Luogo: C = Casa; T = Trasferta. Risultato: V = Vittoria; N = Pareggio; P = Sconfitta.

### Statistiche dei giocatori
| S. Abifade    | 23 | 3  | 3 | 1 |
| B. Ametov     | 6  | 0  | 1 | 1 |
| M. Ballmert   | 33 | 2  | 6 | 0 |
| D. Benke      | 0  | 0  | 0 | 0 |
| D. Blacha     | 34 | 2  | 6 | 0 |
| E. Domaschke  | 17 | 0  | 0 | 0 |
| M. Dombrowka  | 33 | 1  | 8 | 0 |
| L. Eixler     | 8  | 1  | 2 | 0 |
| W. Evseev     | 10 | 1  | 1 | 0 |
| M. Faßbender  | 28 | 2  | 4 | 0 |
| J. Fedl       | 18 | 1  | 8 | 0 |
| M. Feigenspan | 9  | 0  | 0 | 0 |
| M. Harsman    | 11 | 0  | 1 | 0 |
| C. Hemlein    | 26 | 1  | 4 | 0 |
| M. Janssen    | 15 | 3  | 3 | 0 |
| J. Kersken    | 10 | 0  | 1 | 0 |
| M. Kleinsorge | 19 | 3  | 5 | 0 |
| J. Klöpper    | 0  | 0  | 0 | 0 |
| J. Koné       | 3  | 0  | 1 | 0 |
| T. Kraulich   | 26 | 1  | 3 | 0 |
| O. Käuper     | 30 | 1  | 5 | 2 |
| J. Manske     | 12 | 0  | 0 | 0 |
| P. Manske     | 3  | 0  | 0 | 0 |
| L. Mazagg     | 25 | 1  | 5 | 0 |
| Y. Osée       | 15 | 0  | 2 | 0 |
| M. Pepić      | 22 | 1  | 4 | 0 |
| M. Piossek    | 11 | 0  | 0 | 0 |
| M. Pourié     | 37 | 11 | 4 | 0 |
| L. Prasse     | 5  | 0  | 0 | 0 |
| S. Puttkammer | 17 | 0  | 4 | 0 |
| J. Pünt       | 0  | 0  | 0 | 0 |
| S. Risch      | 32 | 4  | 2 | 0 |
| J. Siemoneit  | 0  | 0  | 0 | 0 |
| B. Soares     | 13 | 2  | 4 | 0 |
| L. Tankulić   | 2  | 0  | 0 | 0 |
| D. Vogt       | 21 | 0  | 1 | 1 |
| M. Álvarez    | 9  | 1  | 3 | 0 |